# Mahmoed Mohammad Taha
Mahmoed Mohammad Taha (Rufa'a, 1909 - 18 januari 1985) was een Soedanees ingenieur, politicus en islamitisch theoloog. Hij speelde een prominente rol in Soedans onafhankelijkheidsstrijd en was een van de grondleggers van de Republikeinse Partij van Soedan. Taha was voorstander van liberale hervormingen in de Soedanese maatschappij en ondersteunde liberale opvattingen over islam. Centraal in Taha's filosofie staat de gedachte dat alleen de Mekkaanse openbaringen universele en tijdloze geldigheid bezitten, en dat de openbaringen uit de tijd van Medina alleen een contemporaine politieke betekenis hadden. Tijdens het regime van president Jafaar Mohammed Numeiri werd hij geëxecuteerd om staats- en religieus-politieke redenen.

## Jeugd en begin van Taha's politieke loopbaan
Taha kwam uit een boerenmilieu en groeide op in Al-Higailieg, op de oostelijke oever van de Blauwe Nijl in het centrale deel van wat destijds Anglo-Egyptisch Soedan was. In 1936 behaalde hij zijn diploma waterbouwkundig ingenieur aan Gordon Memorial College, de voorloper van de Universiteit van Khartoem. Hij werkte korte tijd bij de spoorwegen en vestigde zich daarna als zelfstandig ingenieur.
In 1930 raakte Taha betrokken bij de onafhankelijkheidsbeweging, maar hij raakte al snel teleurgesteld in de opstelling van Soedanese intellectuelen omdat ze de traditionele religieuze leiders steunden. Bestaande politieke partijen waren niet acceptabel voor hem, omdat ze het koloniale bewind accepteerden.
Dit leidde in 1945 tot de oprichting van de republikeinse partij Ikhwan al-hizb al-dschumhuri (letterlijk: Broeders van de Republikeinse Partij), die zich compromisloos uitsprak voor onafhankelijkheid en liberaal islamitisch georiënteerd was. De directe confrontatie met het koloniale bewind leidde in 1946 tot Taha's arrestatie. Toen hij weigerde af te zien van verdere antikoloniale activiteiten werd hij veroordeeld tot een gevangenisstraf van een jaar, maar vanwege massale protesten werd hij op last van de Britse Gouverneur-generaal na vijftig dagen weer vrijgelaten.
In datzelfde jaar werd hij echter opnieuw opgepakt. Hij werd nu veroordeeld tot twee jaar gevangenisstraf vanwege het leiden van een opstand tegen het Britse bestuur in Rufa'a. Later schreef hij over deze periode: "Toen ik mij in de gevangenis installeerde realiseerde ik mij dat ik daar was gebracht door mijn Heer, en daarop begon ik mijn chalwa (retraite) met Hem". Gedurende deze twee jaar van gevangenschap en drie jaar van zelfgekozen afzondering in Rufa'a praktiseerde Taha methoden van islamitische aanbidding (gebed en vasten) die leidden tot een nieuw begrip van de Koran. Hoewel Taha bleef vasthouden aan de traditionele opvatting dat de goddelijke openbaring geëindigd was met de Koran, geloofde hij ook dat devote moslims door inspiratie een verlicht begrip kunnen krijgen van de leringen van God zoals geopenbaard aan Mohammed. Een bevestiging van deze opvatting las Taha in koran 2:282, waarin staat dat God degene die vroom en godvrezend is onderwijst. Een ander bewijs vond Taha in een hadith die zegt dat degene die handelt in overeenstemming met wat hij of zij weet, van God kennis zal ontvangen van datgene wat hij of zij nog niet weet.
Door zijn inspanningen om Mohammed na te volgen ontwikkelde Taha een relatie met God die hij later in zijn boek Questions and Answers – Part Two als volgt omschreef :
"So, my prayer, my fasting, my holy pilgrimage and my zakat (alms-giving) are collectively, and separately, my whole life in my joy as in my sorrow, in my wakefulness as in my sleep, in my health as in my illness. And it is a life that should be for Allah – contenting with Him, ever correcting its contentment, to the extent of being joyful with Him." 

## Verspreiding van Taha's filosofie
Aan het einde van deze retraite zette Taha in zijn in 1952 gepubliceerde boek Qul Hadhihi Sabieli (Dit is mijn pad) een nieuw islamconcept uiteen. De Republikeinse Partij werd omgevormd tot een spirituele organisatie onder leiding van Taha met als doel zijn nieuwe religieuze ideeën te verspreiden. Leden die op een seculiere weg wilden voortgaan associeerden zich met andere politieke partijen. Taha bleef intussen werkzaam als ingenieur, was korte tijd in dienst van het water- en elektriciteitsbedrijf van Khartoem en werkte daarna weer als zelfstandig ingenieur.
In 1955, vlak voordat Soedan onafhankelijk werd, werkte Taha een aantal voorstellen voor een constitutie uit in zijn boek Usus Dustour As-Soudan, die kort gezegd een federale republiek onder presidentiële leiding en met socialistische trekken inhielden. Hij was fel gekant tegen het invoeren van een rechtsstelsel dat zijn basis had in de sharia omdat dit tot wantrouwen en animositeit bij de niet-moslims en niet gearabiseerde volksdelen in het zuiden en delen van het noorden zou kunnen leiden.
Kort nadat Soedan op 1 januari 1956 onafhankelijk was geworden, nam Taha namens de Republikeinse Partij zitting in een commissie ter voorbereiding van de constitutie, maar na enkele maanden stapte hij op vanwege conflicten over het karakter van de grondwet. De commissie presenteerde uiteindelijk een gedeeltelijk op de sharia gebaseerd ontwerp voor een grondwet, maar dat werd terzijde geschoven door een militaire coup, waarna tevens alle politieke partijen werden ontbonden (1958).
Taha's progressieve ideeën, die hij gedurende de eerste twee jaren van het militaire bewind vrijelijk kon verkondigen, stuitten op weerstand van traditionalisten. Drie van zijn aanhangers werden verwijderd van het islamitische instituut van Omdurman vanwege het propageren van Taha's ideeën. Kort daarna werd het Taha verboden om in het openbaar te spreken. Hij verplaatste zijn activiteiten naar besloten bijeenkomsten bij zijn aanhangers thuis. Artikelen van zijn hand werden door de media geweigerd.
Nadat Soedan in 1964 weer een parlementaire meerpartijendemocratie was geworden, hervatte Taha in de jaren 1966-1967 zijn openbare activiteiten en publiceerde hij zijn belangrijkste boeken: Tarieq Mohammed (Mohammeds weg), Risalat Assalat (De boodschap van het gebed) en Arrisala Atthaniya min Al-Islam (De tweede boodschap van de islam).
Taha bepleitte na de Zesdaagse Oorlog voor een directe dialoog voor vreedzame co-existentie tussen Arabische staten en Israël; hij was een tegenstander van Nassers Arabische nationalisme en de in zijn ogen primitieve toepassing van de islam in Saoedi-Arabië en door de Moslimbroederschap in andere Arabische landen.
In november 1968 werd Taha beschuldigd van afvalligheid (ridda), volgens de klassieke sharia een misdaad die met de dood bestraft moet worden. Hij weigerde om voor de rechtbank te verschijnen en beriep zich daarbij op het in de grondwet vastgelegde recht op vrijheid van meningsuiting. Het sharia-hooggerechtshof in Khartoem onderzocht desondanks de beschuldigingen van afvalligheid die waren geuit door twee docenten van islamitische universiteiten, die om een verbod op zijn partij en beweging verzochten. Het hof fabriceerde een symbolisch arrest zonder formele veroordeling. Desondanks zag de Republikeinse Partij zich genoodzaakt aanzienlijke bedragen te besteden aan het aanvechten van de beschuldigingen. Dit proces had echter ook tot gevolg dat verscheidene jonge intellectuelen, die ontevreden waren met de traditionele islamitische opvattingen en met de dominantie van sektarische partijen, met Taha's ideeën bekend raakten. De sektarische partijen voerden intussen campagne voor het opnemen van de sharia in de definitieve grondwet en waren zelfs bereid daar een referendum voor uit te schrijven, totdat ontevreden officieren in mei 1969 de macht grepen. Zij verboden alle partijen, inclusief de Republikeinse, en sloegen een communistische, Arabisch nationalistische koers in.
Tot 1973 kon Taha zijn ideeën publiekelijk blijven verkondigen, maar ten slotte werd hem door president Numeiri een spreekverbod opgelegd. Toch kon de beweging nog vrijelijk haar gang gaan bij het verspreiden van Taha's ideeën.

## Participatie van vrouwen
Taha bleef leiding geven aan de activiteiten van de beweging, die nu de naam Republikeinse Broeders gebruikte. Inmiddels maakte een groeiend aantal vrouwen deel uit van de organisatie. De leden beperkten zich bij gebrek aan politieke invloed op het toepassen van Taha's ideeën in hun persoonlijke leven. Met name op het gebied van seksegelijkheid boekte men succes. Vrouwelijke leden participeerden volledig in alle groepsactiviteiten en veel vrouwelijke leden leidden actiegroepen onder studenten, die op campussen, in parken en op straathoeken moesten samenkomen omdat ze in hun activiteiten gehinderd werden door de autoriteiten. De actieve opstelling van vrouwen was een tamelijk controversieel verschijnsel in de Soedanese patriarchale traditie. Toen de leiders van de beweging in 1983 werden opgesloten zonder in staat van beschuldiging te worden gesteld, bevonden zich onder hen vier vrouwen.

## Toenemende confrontatie met president Numeiri
De aanleiding tot deze maatregel vormde de publicatie van een pamflet waarin het hoofd van de staatsveiligheidsdienst (tevens vicepresident) werd bekritiseerd vanwege zijn lakse houding in verband met verdachtmakingen en bedreigingen door fundamentalistische groeperingen aan het adres van de republikeinse broeders en niet-moslims. Terugkijkend zat er waarschijnlijk meer achter, aangezien president Numeiri enkele weken later bekendmaakte shariawetgeving te willen invoeren. Mogelijk vreesde de regering sterke oppositie van de kant van de republikeinse broeders. Desondanks startte de beweging een oppositiecampagne tegen een reeks wetsvoorstellen in die richting. De republikeinse leiders werden op 19 december 1984 weer vrijgelaten. Taha nam onmiddellijk de verantwoordelijkheid voor de anti-shariacampagne op zich door op 25 december een pamflet te verspreiden onder de titel "Hatha auw at-tawafan" (Dit of de zondvloed), waarin hij intrekking van de nieuwe wetgeving eiste en de garantie van een open democratische discussie over de principes en het proces van islamisering. Snelle invoering van de shariawetten was mogelijk geweest omdat president Numeiri in april 1984 de noodtoestand had afgekondigd nadat getracht was met een vliegtuig een aanslag op Omdurman te plegen.
De autoriteiten reageerden ambivalent op het pamflet. De toon was mild en er stond niets in dat volgens de bestaande wetgeving ontoelaatbaar was. In sommige districten werden Republikeinen gearresteerd die het pamflet verspreidden. In andere gevallen werden politieagenten die Republikeinen wilden arresteren door hun meerderen terechtgewezen. Uiteindelijk intervenieerde de minister van Justitie met de instructie aan de officieren van justitie van Khartoem, Omdurman en Khartoem-Noord om veroordelingen op te leggen op basis van opruiing, ondermijning van de constitutie, oproepen tot onwettige oppositie, verstoring van de openbare orde en lidmaatschap van een verboden organisatie. Op 2 januari 1985 werden vier republikeinen in Omdurman voorgebracht voor een speciale noodrechtbank opgericht onder de nieuwe Wet op de rechterlijke macht van 1984.
Taha en alle republikeinen, mannen zowel als vrouwen, hielden een vreedzame demonstratie bij de rechtbank. De zitting werd echter verdaagd omdat voor de zware aanklachten een speciaal mandaat van de president nodig was. De opvolgende zaterdag, 5 januari, werd Taha gearresteerd en op dezelfde gronden in staat van beschuldiging gesteld. Nadat een presidentieel mandaat was afgegeven werden Taha en de vier andere arrestanten opnieuw voorgebracht op maandag 7 januari. Dit mandaat bevatte een uitbreiding van de bevoegdheid van de rechtbank om haddstraffen (lijf- en doodstraffen op basis van het islamitisch recht) op te leggen, ook wanneer dergelijke strafbepalingen in de wet zouden ontbreken. Deze bepaling was duidelijk in strijd met artikel 70 van de constitutie van 1973, die op dat moment nog van kracht was. De onwettigheid hiervan werd echter nooit aan de orde gesteld, omdat de vijf beschuldigden de zitting boycotten. Een vreedzame demonstratie werd door de politie uiteen gedreven.

## Veroordeling en executie
De veroordeling van de vijf kostte niet meer dan twee uur. Op de eerste dag werd de enig opgeroepen getuige, de politieagent die de beschuldigden na hun arrestatie ondervroeg, gehoord. Zijn verklaring duurde een uur. Hij legde het enige bewijsstuk over dat voorhanden was, namelijk het pamflet van 25 december 1984. Aangezien de verdachten de zitting boycotten stond de rechter niets anders te doen dan vonnis te wijzen, wat hij verschoof naar de volgende dag.
Op dinsdag 8 januari las de rechter het vonnis voor. Het was grotendeels gebaseerd op uitspraken die de beschuldigden tijdens het politieverhoor hadden gedaan. De rechter stelde vast dat de verdachten er eigenaardige, onorthodoxe opvattingen van de islam op nahielden die al of niet waar zouden kunnen zijn. Voor zover zijn kennis van de islam reikte kon de Koran zich inderdaad openbaren aan toegewijde, vrome mensen, maar was het fout om deze kennis in het openbaar te bediscussiëren omdat dat religieuze opschudding (fitna) zou kunnen veroorzaken.
Taha merkte op dat de rechter aanstuurde op veroordeling op grond van afvalligheid. De rechter verklaarde echter dat de vijf schuldig werden bevonden aan opruiing, ondermijning van de constitutie, oproeping tot onwettige oppositie, verstoring van de openbare orde en lidmaatschap van een verboden organisatie. De beredenering van het oordeel volgde echter wel degelijk de lijn van afvalligheid, hoewel die grond nooit bij naam genoemd werd. Er werd niet onderbouwd op welke manier de verdachten schuldig waren aan de hiervoor genoemde misdrijven.
De vijf werden veroordeeld tot de doodstraf op basis van paragraaf 96 van het wetboek van strafrecht, tenzij de vijf terugkwamen op hun denkbeelden. Dit versterkte bij velen de opvatting dat het in feite een veroordeling betrof op basis van afvalligheid in het islamitisch recht, dat inderdaad voorziet in intrekking van de veroordeling na het tonen van berouw, een voorziening die de betreffende paragraaf van het wetboek van strafrecht niet kende.
Een speciaal hof van beroep beoordeelde de zaak wel ondubbelzinnig op basis van afvalligheid, en bekrachtigde op 15 januari de feiten en de door de rechtbank uitgesproken doodstraf. Het doodvonnis voor Taha werd onmiddellijk uitvoerbaar verklaard, de andere veroordeelden werd een maand respijt gegund om op hun afvallige denkbeelden terug te komen. De president bekrachtigde het arrest op 17 januari en bepaalde Taha's executie voor vrijdag 18 januari. In tegenstelling tot het hof gaf president Numeiri de andere vier slechts drie dagen respijt en bepaalde dat zij op zondag 20 januari zouden worden geëxecuteerd als ze niet op hun denkbeelden zouden terugkomen.
Dit besluit werd direct uitgezonden via radio en televisie. De politie en de veiligheidsdienst ontvingen opdracht om alle republikeinen zonder aanklacht op te pakken terwijl de strijdkrachten posities innamen rond de centrale gevangenis van Khartoem-Noord, waar het doodvonnis zou worden voltrokken.
De volgende ochtend om tien uur werd Taha door ophanging ter dood gebracht. Zijn lichaam werd onmiddellijk per helikopter afgevoerd en, naar later bekend werd, ergens in de woestijn ten westen van Omdurman begraven.

## Afzweren van Taha's gedachtegoed
De andere vier gevangenen werden verplicht de executie bij te wonen. Na de executie gaven ze te kennen hun dwaalleer te willen herroepen. Deze gebeurtenis werd op video vastgelegd en op televisie uitgezonden in een poging om sympathie voor de republikeinen en een eventuele opstand te ontmoedigen. Op zaterdag 19 januari werden de vier vrijgelaten.

Nog dezelfde week werden alle intussen in Omdurman en elders opgepakte republikeinen vrijgelaten nadat ze een verklaring hadden getekend dat ze akkoord gingen met opheffing van de organisatie en dat ze zouden afzien van iedere verdere verspreiding van Taha's ideeën.
Na een nieuwe coup op 6 april 1985 verklaarde het Hooggerechtshof in een procedure aangespannen door Taha's dochter Asma en een van de vier vrijgelaten verdachten de aanklachten en het doodvonnis ongeldig en in strijd met grondwettelijke garanties en zelfs met de islamitische wetgeving van 1983.

## Tweede boodschap van de islam
In Taha's filosofie werd de afschaffingsleer ongedaan gemaakt door de islam van de Mekkaanse soera's als de ware islam te duiden en die van de Medinese soera's als een door politiek gecorrumpeerde islam. Volgens deze gedachtegang bezitten alleen de Mekkaanse openbaringen universele en tijdloze geldigheid, en waren de openbaringen uit de tijd van Medina gericht op het inrichten van een zo rechtvaardig mogelijke samenleving binnen de beperkingen van de toenmalige bedoeïenensamenleving, die derhalve slechts geldig was voor het Medina uit de tijd van Mohammed.
Het Medinische deel van de openbaring is inderdaad veel meer politiek en wettisch van karakter, terwijl het Mekkaanse deel voornamelijk mystieke en universele ethische waarden verkondigt. De Mekkaanse boodschap noemt Taha de tweede boodschap van de islam. Op basis van die boodschap wilde Taha een voor de huidige tijd geschikt islamitisch rechtssysteem afleiden, dat de klassieke sharia volledig zou moeten vervangen.
Taha onderscheidde daarbij drie basisbeginselen:
1. Ieder mens is vrij, want vrijheid is een natuurlijk recht, die de plicht om daar op een verantwoordelijke manier mee om te gaan in zich draagt.
2. Bezit moet gelijkelijk onder de mensen verdeeld worden. Ieder heeft recht op een bepaald bestaansminimum. Privébezit zou beperkt moeten worden tot een huis, een tuin, meubilair en een auto. Niemand zou bezit moeten vergaren ten koste van de bestaanszekerheid van anderen.
3. De islam schrijft absolute gelijkberechtiging van mannen en vrouwen voor. Huwelijken tussen leden van de Republikeinse Broederschap werden gesloten op basis van een overeenkomst die polygamie uitsloot en de vrouw uitdrukkelijk het recht op echtscheiding gaf.

Wat de individuele islamitische islambeleving betreft ging Taha er - zoals vele vooraanstaande mystici uit bepaalde soefi-orden - van uit dat moslims die een bepaalde graad van religieuze en ethische ontwikkeling hebben bereikt, niet meer gebonden zijn aan de strikte gebeds- en vastentijdvoorschriften, maar op andere wijze een individuele en gemeenschappelijke mystische Godservaring kunnen ontwikkelen. Taha's islamconcept is dus veel minder formalistisch, maar legt de nadruk meer op individuele ethische ontwikkeling.

## Publicaties
- Questions and Answers
- Qul Hadhihi Sabieli (Dit is mijn pad) (1952)
- Usus Dustour As-Soudan (Voorstellen voor een constitutie) (1955)
- Tarieq Mohammed (Mohammeds weg) (1966)
- Risalat Assalat (De boodschap van het gebed) (1966)
- Arrisala Atthaniya min Al-Islam (1967) (The Second Message of Islam, vertaling van Abdullahi An-Na'im, Syracuse University Press, 1996)
- Mushkilat Assharq Al-Awsat (Het Midden-Oostenprobleem) (1967)
- Al-Tahaddi Alladhi Yuagihu Al-Arab (De uitdaging voor de Arabieren) (1967)